# Östra berget

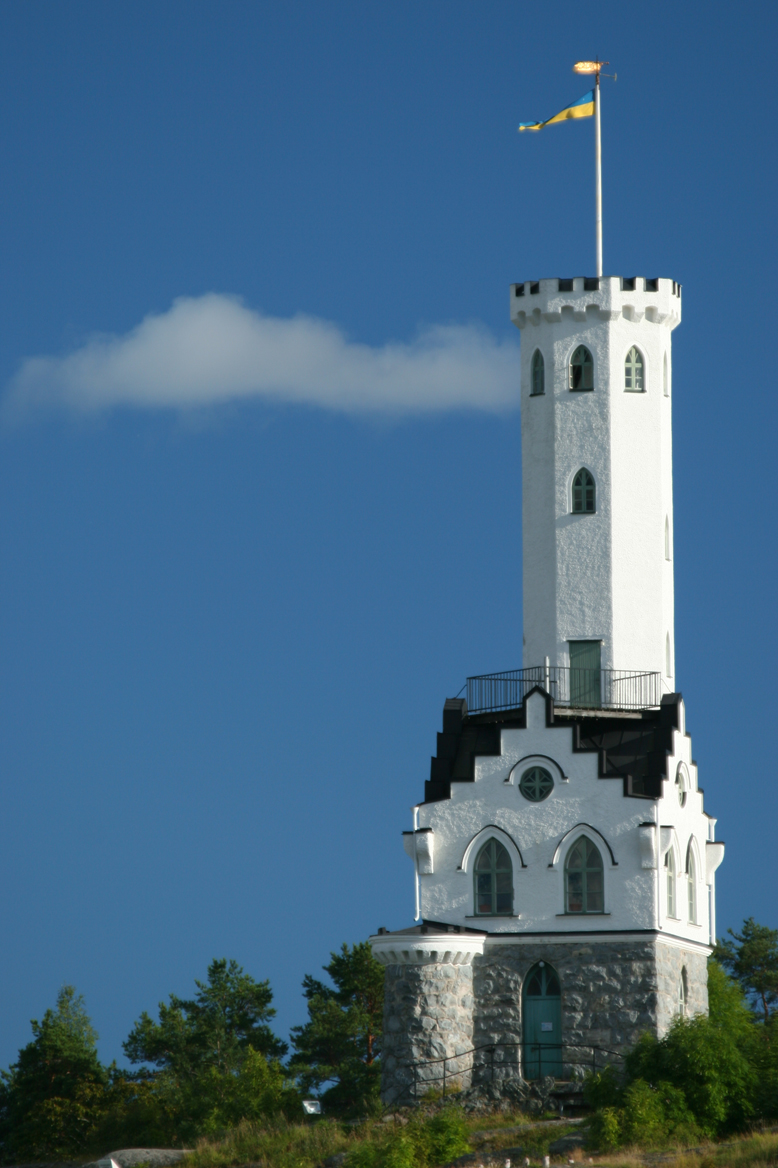
Oscarsborg, en av Östra bergets huvudsevärdheter.

Östra berget är ett berg i centrala Söderhamn. Oscarsborg är ett 23 meter högt torn som ligger ovanpå Östra berget. Det finns mycket skog på berget och en utomhusscen. Man har en vidsträckt utsikt över både Söderhamn och Söderhamnsåns utlopp i Bottenhavet, då tornets utsiktsplatå ligger 65 meter över havet.